# Dominic Gadia
Dominic Tacadina Gadia (né le 18 janvier 1986 à Hagåtña) est un footballeur international guamanien, qui joue au Table 35 Espada et est aussi entraîneur adjoint de la sélection de Guam depuis 2014.